# Delicious (film)
Delicious è un film del 2025 diretto da Nele Mueller-Stöfen.

## Trama
Scritto e diretto da Nele Mueller-Stöfen, Delicious racconta la vacanza estiva di una famiglia tedesca benestante nella sua villa da cartolina in Provenza.
John ed Esther, insieme ai loro figli Phillipp e Alba, sono piuttosto noiosi. La relazione tra John ed Esther non è propriamente in crisi, ma è chiaro che la passione tra loro sia morta da tempo.
Tornando a casa da una cena in città, una sera, John investe accidentalmente una giovane donna che camminava lungo la strada. Preoccupata che John possa andare in prigione per guida in stato di ebbrezza, Esther convince la ragazza, Teodora, a tornare a casa con loro invece di andare in ospedale.
All'inizio Teodora sembra dolce, anche se un po' rude. Il giorno successivo torna alla villa, raccontando di essere stata licenziata a causa del suo infortunio e offrendosi di lavorare come governante per la famiglia. John è titubante ad assumerla, ma Esther insiste, chiaramente preoccupata che Teodora possa ancora denunciare l'incidente alle autorità. Così, la ragazza si ingrazia rapidamente la famiglia e usa a suo vantaggio le debolezze dei vari componenti. Fa appello al bisogno di Esther di sentirsi apprezzata e indispensabile, alla necessità di John di essere rispettato, al desiderio di Alba di avere una confidente e alla cotta nascente di Phillip.
Le conseguenze saranno inaspettate.

## Distribuzione
Il film è stato distribuito in streaming sulla piattaforma Netflix il 7 marzo 2025.